# Rosey Brown
Pour les articles homonymes, voir Brown.
(en) Statistiques sur pro-football-reference
Roosevelt « Rosey » Brown, Jr., né le 20 octobre 1932 à Charlottesville et mort le 9 juin 2004 au New Jersey, est un joueur américain de football américain.
Cet offensive tackle a joué toute sa carrière pour les Giants de New York en National Football League (NFL).